# Menifee
Menifee je město v okresu Riverside County ve státě Kalifornie ve Spojených státech amerických. Město se nachází v Jižní Kalifornii, přičemž je součástí tzv. Inland Empire. Nachází se v Menifee Valley asi 24 kilometrů severně od Temeculy a jen několik málo kilometrů severně od Murriety v nadmořcé výšce 434 m n. m. V Riverside County je co do počtu obyvatel Menifee 6. největším městem, přičemž zároveň je v tomto měřítku 57. největším městem v Kalifornii a 288. největším městem v USA.
K roku 2020 zde žilo 102 527 obyvatel. S celkovou rozlohou 121 km² byla hustota zalidnění 909 obyvatel na km². Založeno bylo v 19. století, přičemž do roku 1848 byla oblast, kde se město nachází, součástí Španělského impéria, avšak po mexicko-americké válce se stala součástí USA. Pojmenováno bylo po místním horníkovi Lutherovi Menifee Wilsonovi, který v oblasti v 80. letech 19. století objevil naleziště křemene. Do té doby byla oblast v okolí využívána primárně pro zemědělství.  
Městem je Menifee oficiálně od října 2008 (stalo se tak 26. městem v Riverside County), přičemž na počátku 21. století zároveň patřilo k městům s nejrychleji rostoucí populací v Kalifornii. Nachází se v oblasti se středozemním podnebím. 